# Stenungstorg
Stenungstorg ligger i Stenungsund 4,5 mil norr om Göteborg och består av 65 butiker restauranger och caféer på en yta av nära 38 000 kvadratmeter. Centrumet omsätter 730 miljoner kronor per år. Köpcentret ligger vid havet och har gästplatser för båtar.
Stenungstorg köpcentrum ägs av det finländska fastighetsbolaget Citycon.

## Följande butiker finns på Stenungstorg
| - Apoteket - Aqua - Arbetsförmedlingen - Bellas - Bibliotek - Blomsterbutiken - Bokia - Briobutiken - Butik Behag - Bästkusten i Bohuslän - Café Jansson - Café Oasen - Coop Forum - Cubus - Duka - Dixon - Dressman | - Eat Café - EB Games - EB-Kläder - Elektricitet Elkedjan - Expresskem - Espresso House - Farmor Gretas - Fiskhuset - Försäkringskassan - Gallerix - Gina Tricot - Guldfynd - Hamnkrogen - Handelsbanken - Hemmakväll - Hemtex - Hortensia | - Hälsobutiken - JC - Jord - Joy - KappAhl - Kicks - Klockmäster - Kvarterskrogen - La Belle - Lindex - Länsförsäkringar - McDonald's - MQ - Nya ST-tidningen - Nordea - Polisen - Power Plate | - Resia - Scorett - SEB - Sibylla - Stellans Ur & Guld - Stenhede Smycka - Stenungsgrillen - Swedbank - Synsam - Specsavers - Systembolaget - Team Sportia - Vårdcentral - Väskbojen - Walk On Shoes - Wedins Skor |